# Madrassa

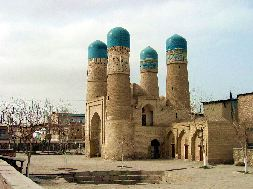
Chor Minor-madrassa in Buchara

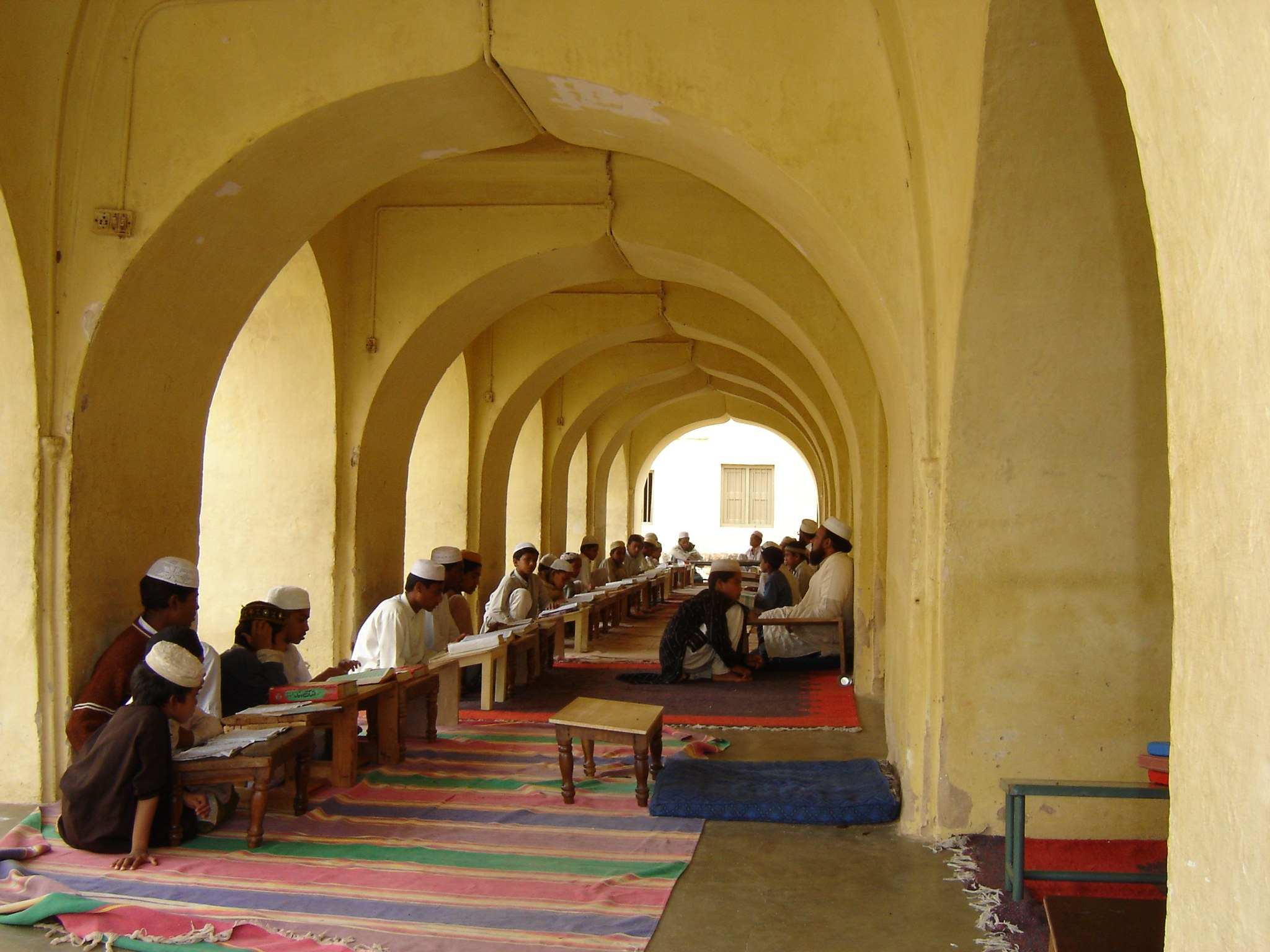
Madrassa in een moskee

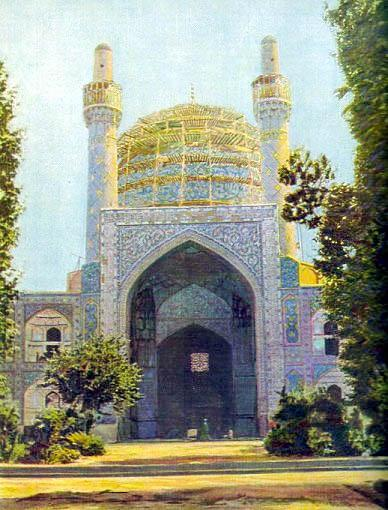
Madrassa in Isfahan

Een madrassa of medresse is het Arabische woord voor school, zowel seculier als religieus. In de westerse wereld wordt madrassa gebruikt voor een Koranschool. Dit is een religieuze school waar de islam wordt onderwezen. De eerste madrassa werd in 1067 gesticht in Bagdad. Wereldwijd zorgen deze religieuze madrassa's voor volledig gratis onderwijs, voedsel en kleding voor 1,3 miljoen kinderen.

## Geschiedenis
Het was de grootvizier Nizam al-Moelk van het Seltsjoekenrijk die het onderwijssysteem revolutionair veranderde. Met de stichting van de madrassa hoopte Nizam op een uniformere beleving van de islam, omdat toentertijd nogal wat opstandige sektes (zoals de Assassijnen en de Fatimiden) andere leren propageerden. De eerste madrassa's waren bedoeld voor hoger onderwijs. Ter onderscheiding van de latere madrassa's, die ook voor jonge kinderen zijn, worden deze instituten wel nizamiyyahs genoemd.
In veel madrassa's neemt de recitatie van de Koran een belangrijke plaats in. Dit houdt vaak in dat de studenten de Koran letterlijk uit het hoofd kunnen opzeggen in het klassiek Arabisch, maar deze niet begrijpen, omdat ze vaak deze taal niet machtig zijn, zelfs niet als zij Arabisch spreken. Pupillen die leren reciteren op de madrassa's mogen daarom de Koran niet interpreteren; hiervoor is speciale tafsir. Dit zijn twee verschillende soorten expertises.
In onder andere Pakistan betekenen de madrassa's de enige vorm van onderwijs, omdat de overheid niet in staat is een schoolsysteem op te bouwen. The New York Times publiceerde in 2007 dat veel Koranscholen in dit gebied wel fundamentalisme verspreiden, maar geen terroristische vaardigheden onderwijzen, hoewel dat beeld vaak wel in de westerse wereld wordt gegeven.
In 2010 concludeerden de Nederlandse ministers voor Buitenlandse Zaken en voor Ontwikkelingssamenwerking dat ongeveer 4% van de schoolgaande jeugd in Pakistan in madrassa's onderwezen werd en dat dit "de kans op adequate opleiding [verkleinde]".
In de provincie Kunduz in Afghanistan neemt het aantal madrassa's duidelijk toe. De madrassa's geven uitsluitend Koran-onderwijs en trekken leerlingen van de staatsscholen weg. Vrouwenrechtenactivisten vrezen dat dit tot een toenemende inperking van vrouwenrechten zal leiden.

## Varianten
Madrassa's kunnen twee niveaus cursussen geven: op eenvoudige madrassa's, de ‘hifz’ variant, moeten leerlingen de Koran uit hun hoofd leren en kunnen zij hafiz worden. Op de ‘alim’ variant kan men islam-geleerde of moellah worden, de studie duurt dan ongeveer twaalf studiejaren. Lessen hebben in de alim-variant betrekking op: Arabisch, het leren en uitleggen van de Koran, islamitische wetgeving, de Overleveringen over en van Mohammed en islamitische geschiedenis. Daarnaast kan men literatuur, Engels en wetenschap en geschiedenis studeren.